# Kim Yong-ik
Cet article concerne un écrivain. Pour le judoka, voir Kim Yong-ik (judo).
Kim Yong-ik (en hangeul : 김용익, 15 mai 1920 - 11 avril 1995) est un écrivain sud-coréen et américain.

## Biographie
Kim Yong-ik est né en 1920 à Cheongmu, une ville portuaire connue désormais sous le nom de Tongyeong, et a été élevé sous l'occupation japonaise. Il a étudié la littérature anglaise à l'université Aoyama Gakuin au Japon obtenant un doctorat dans cette même discipline. À l'âge de 28 ans, il part aux États-Unis pour continuer à étudier la littérature anglaise au collège Southern Florida. Il étudie ensuite à l'Université Kentucky à Lexington, où il obtient l'équivalent d'un master en littérature anglaise.
De 1957 à 1964, il a enseigné dans les universités en Corée, en particulier à l'université des femmes Ewha et l'université de Corée. Il retourne en 1965 aux États-Unis pour se rapprocher du monde de la publication dans ce même pays. Il enseigne alors à l'université de Californie Berkeley en tant que professeur résident en 1972 et 1973. Il enseigne ensuite à l'université Duquesne à Pittsburgh, en Pennsylvanie jusqu'en 1990. En 1995, pendant un voyage qu'il fait en Corée du Sud, il tombe gravement malade et finit par succomber le 11 avril 1995.
Il a écrit à la fois des romans, des essais, et des recueils de nouvelles. La plupart de ses écrits ont été publiés chez des éditeurs américains, notamment chez Atlantic Monthly, Haper-s Bazaar, ou The New Yoker. Deux de ses récits furent inclus dans la sélection des meilleures nouvelles américaines établie par Martha Foley.